# Клан Бойл
Клан Бойл (англ. Clan Boyle) — один из кланов равнинной части Шотландии.

## История

### Происхождение клана
Название «Boyle» происходит от норманнского города Бовилль недалеко от Кана.
Семья де Бойвилль приехала в Великобританию в 1066 году и обосновалась в Уэльсе и Камберленде. В 1124 году король Давид подарил Хью де Морвилу земли Каннингем и Ларгс. Он поделил эти земли среди своих родственников и Давид де Бойвиль в 1164 году получил хартию на земли Келберна.

### XV—XVI век
Во время битвы при Сочиберне в 1488 году Джон Бойл, сражаясь за Якова III, был убит. Семейные поместья были утрачены.
При Якове IV владения были возвращены клану.
Во время правления Елизаветы I клан Бойл поддерживал Марию, королеву шотландцев.

### XVII—XVIII век
В течение XVII века Бойлы поддерживали английского короля Карла I и в результате они испытывали финансовые трудности. Семейное состояние было восстановлено, когда Джон Бойл из Келберна был избран комиссаром парламента. Старший сын Джона, Дэвид Бойл, также стал комиссаром парламента и тайным советником. 31 января 1699 года он был повышен до пэров Шотландии и ему был присвоен титул лорда. В 1703 году он стал графом Глазго. Он был также одним из уполномоченных по Акту Союза. Во время якобитского восстания 1715 года он был убежденным сторонником британо-ганноверского правительства и даже собирал и вооружал войска за свой счет.
Джон Бойл, 3-й граф Глазго, продолжил военную карьеру и был ранен в битве при Фонтенуа в 1745 году, а затем снова в битве при Лауфельде в 1747 году. Он был назначен «Лордом Верховным комиссаром Генеральной Ассамблеи Церкви Шотландии» и занимал эту должность в течение девяти лет подряд.

### XIX век
Дэвид Бойл, внук второго графа, был выдающимся адвокатом и в 1807 году был назначен «генеральным солиситором по Шотландии», а в 1841 году был назначен лордом юстиции. Он вышел на пенсию в 1852 году после сорока одного года юридической службы.
Джордж Бойль, 4-й граф, также принял военную службу, дослужившись до полковника и лорд-лейтенанта Ренфрушир в 1810 году. Его старший сын, Джон, был морским офицером, захваченным французами у Гибралтара в 1807 году. Его брат Джеймс стал пятым графом в 1843 году, он также служил в Королевском флоте и был назначен лордом-лейтенантом Ренфрушир.
На смену Джеймсу пришёл его сводный брат Джордж Фредерик Бойл, который оказался катастрофой для семьи. Джордж Бойл получил образование в Оксфорде и страстно интересовался искусством и архитектурой. Он стал одержим идеями прерафалитовской формы и красоты и начал монументальную строительную программу, отремонтировав Келберн и финансируя церкви по всей Шотландии. В 1888 году он обанкротил поместье и активы были проданы, Келберн спас двоюродный брат Дэвид, позже ставший Дэвидом Бойлом, 7-м графом Глазго.
Дэвид Бойл стал преемником графа в 1890 году и был Генерал-губернатором Новой Зеландии с 1892 по 1897 год. В 1897 году он стал бароном Фейрли и был повышен до пера Великобритании.

### Настоящее время
Нынешний глава клана и 10-й граф Глазго был офицером военно-морского резерва и помощником телевизионного директора, который сменил своего отца в 1984 году. Он проживает в замке Келберн, который удерживается семьей с 13-го века.

## Клановые замки
- Замок Келберн, является резиденцией главы клана Патрика Бойла, 10-го графа Глазго
- Замок Роваллан